# Шерекей
Шерекей (мар. Шереке) — деревня в Горномарийском районе Республики Марий Эл. Входит в состав Кузнецовского сельского поселения.

## География
Находится в юго-западной части республики Марий Эл на расстоянии приблизительно 22 км на юг-юго-восток от районного центра города Козьмодемьянск.

## История
Впервые выселок «Шырекава» из деревни Малые Кожважи упоминается в 1785 году. В 1859 году в деревне Малые Кожважи (Шерекей) насчитывалось 56 дворов (297 человек). В 1897 году в околодке Шерекей было 52 двора (252 человека), а в 1915 году — 58 дворов с населением в 304 чел. В 1919 году в деревне Шерекей было 58 дворов с населением в 324 человек, а в 1925—287 человек. В 1929 году в деревне было 72 двора с населением в 311 человек. В 2001 году здесь было отмечено 65 дворов. В советское время работали колхозы «Кого корны» («Большая дорога»), им. Маяковского, «Дружба» и позднее СПК «Кузнецовский».

## Население
Население составляло 157 человек (горные мари 94 %) в 2002 году, 128 в 2010.